# Kristiansund

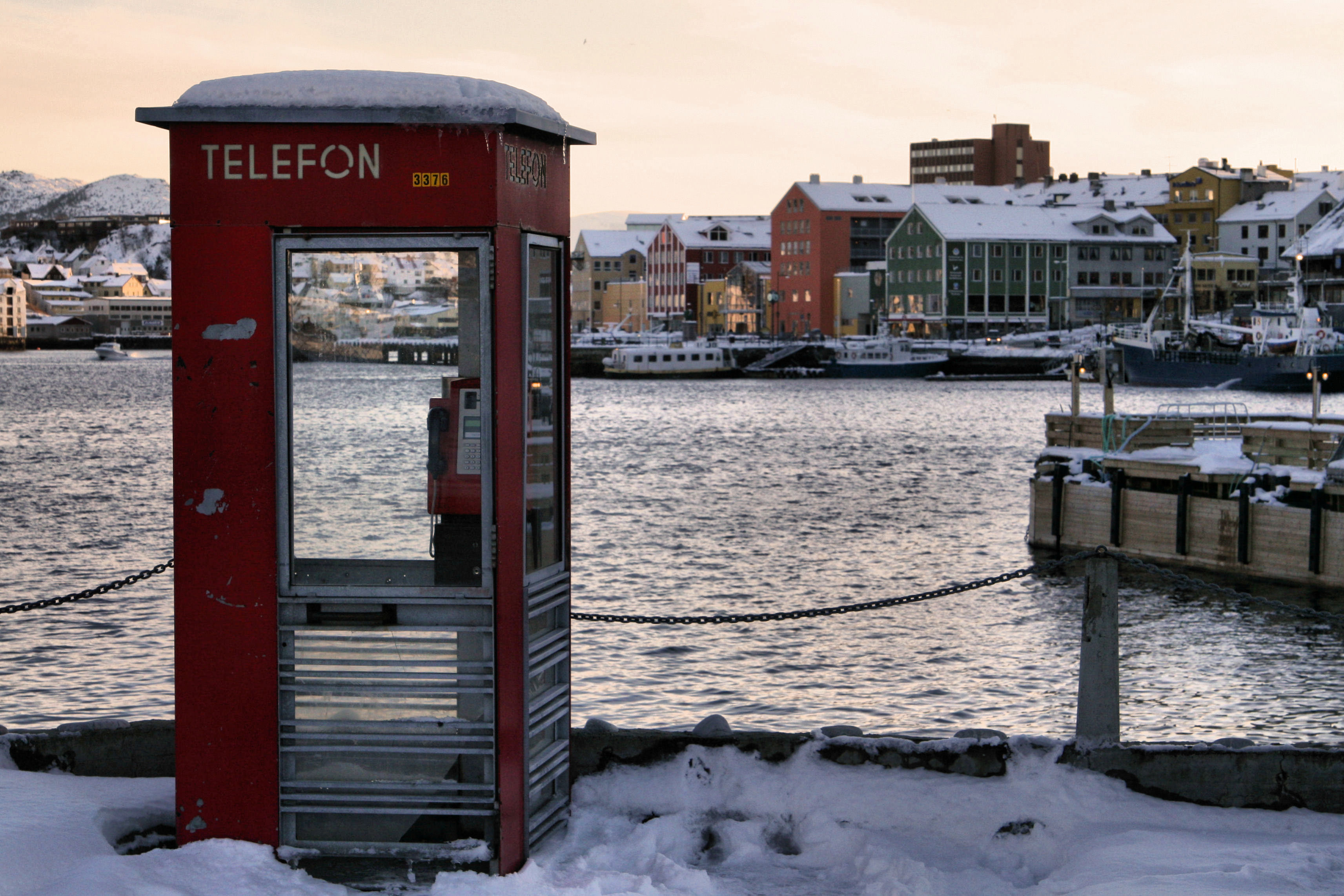
Maart 2006. In de haven

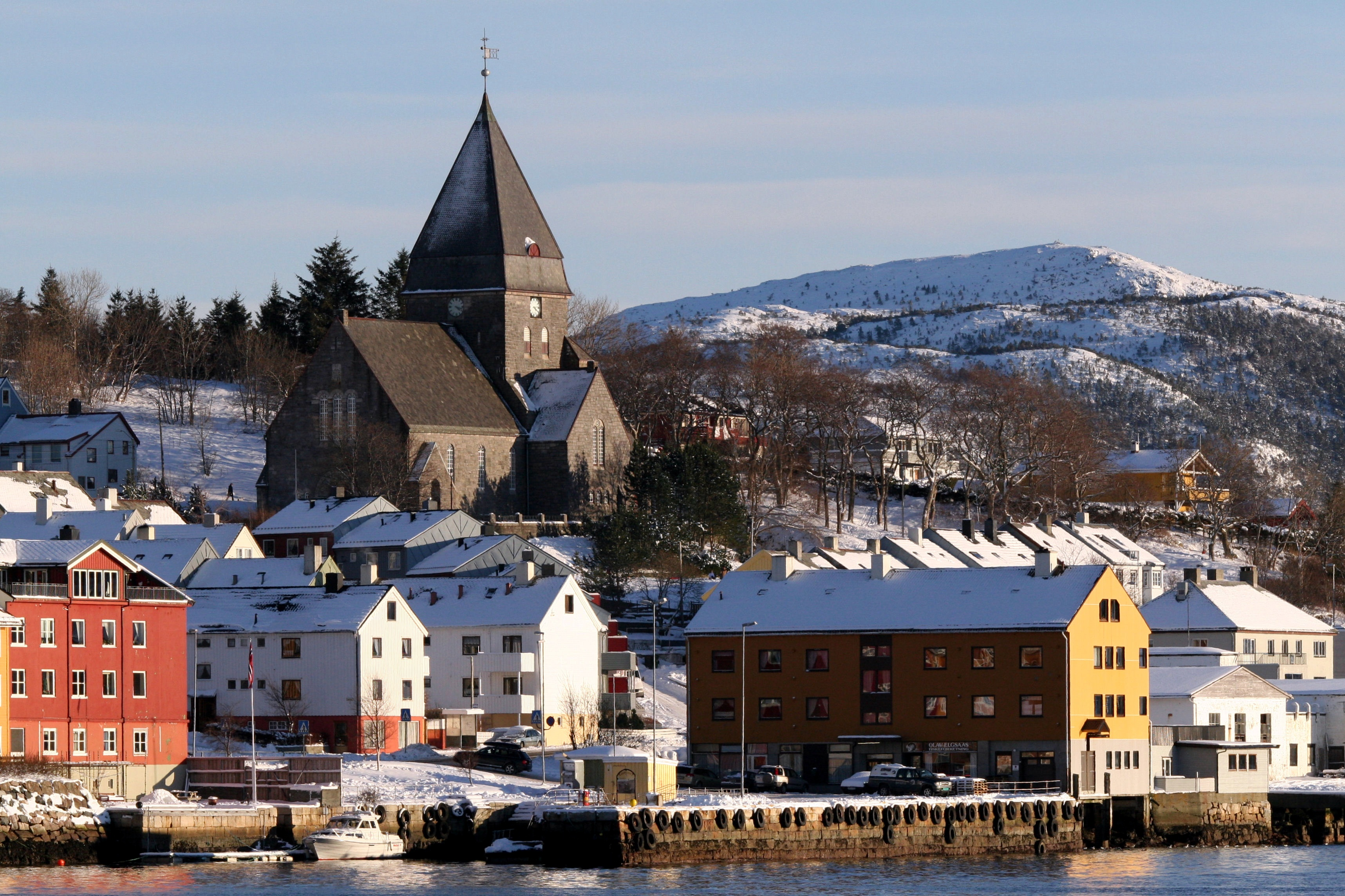
Nordlandetkerk uit 1914

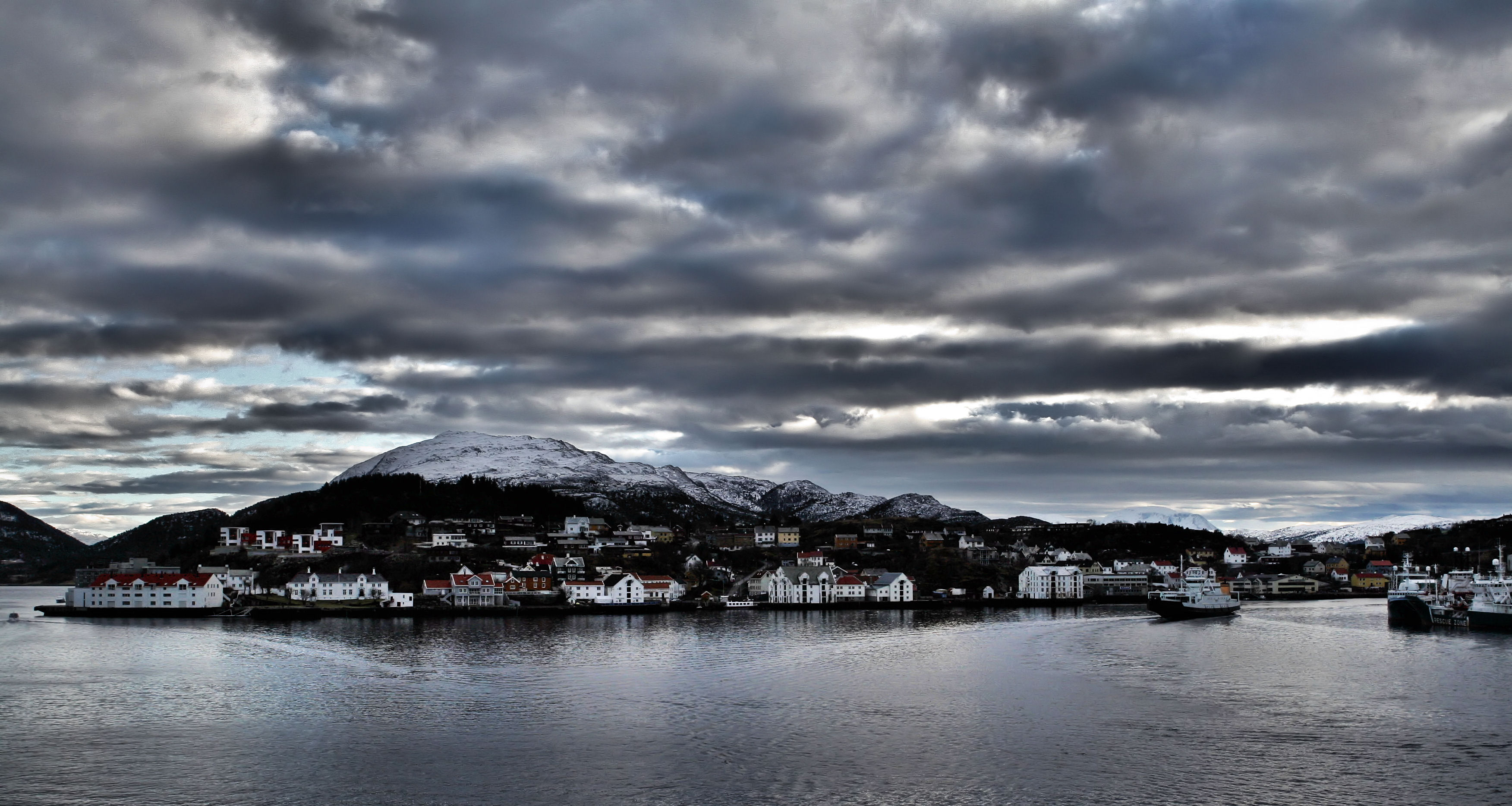
Innlandet, een van de drie eilanden van de stad Kristiansund met op de achtergrond de 629 meter hoge Freikollen op het eiland Frei, sinds 2008 deel van de gemeente Kristiansund

Kristiansund (niet te verwarren met Kristiansand) is een stad en gemeente in de Noorse provincie Møre og Romsdal. De gemeente, met 24.442 inwoners (2017), bestaat uit de stad Kristiansund en het eiland Frei.
De stad Kristiansund bevindt zich op de kust van Nordmøre en bestaat uit meerdere eilanden; Kirkelandet, Nordlandet en Innlandet.

## Geschiedenis
Het plaatsje Fosna was in 1520 bekend als een strandplaatsje, en is in 1631 een belangrijke haven. In 1742 kreeg Fosna stadrechten onder de naam Christiansund (afkomstig van koning Christian de zesde.) De groei van de stad was toen gebaseerd op houtexport (veel naar Nederland) en daarna visserij. Maar toen die industrieën inefficiënt werden, begonnen de inwoners vis te kopen van Lofoten, en die werden op de rotsen van Kristiansund gedroogd. Dat soort vis, bekend als "Klippfisk" (vis van de rotsen), werd later de belangrijkste industrie van de stad.
In april 1940 werd Kristiansund zwaar gebombardeerd door Duitse vliegtuigen, en 90 % van de stad werd verwoest. De oude gebouwen die de bombardementen overleefd hebben zijn nog steeds te zien. De visveredeling vormt naast de olieindustrie en toerisme een voorname bron van inkomsten.
De gemeenten Kristiansund en Frei werden 1 januari 2008 samengevoegd na een referendum. In Kristiansund stemde 95,5 % van de kiezers voor de samenvoeging, op Frei waren 330 kiezers (51,5 %) voor, en 252 (48,5 %) tegen de samenvoeging.

## Verkeer en vervoer
De stad wordt aangedaan door de Hurtigruten-veerboten. Het vliegveld Kvernberget heeft circa 250.000 bezoekers per jaar. Sinds 1992 is de stad verbonden met een 5,2 kilometer lange tunnel en twee bruggen met het vasteland via de weg RV 70. Een katamaranboot gaat naar Trondheim.
Tussen de 4 delen van de stad vaart "Sundbåten", een kleinschalige veerdienst. De dienst ging op 18 november 1867 van start en wordt beschouwd als 's werelds oudste transportmiddel in onafgebroken dienst.

## Sport
Kristiansund BK is de betaaldvoetbalclub van Kristiansund.

## Bekende personen in Kristiansund
- Jappe Ippes (1655-1718), Hindelooper klippfiskpionier
- Wilhelm Frimann Koren Christie (1778-1849), jurist en politicus
- Arne Halse (1887-1975), speerwerper
- Magnar Isaksen (1910-1979), voetballer
- Anders Giske (1959), voetballer
- Tor Eckhoff (1964-2021), internetpersoonlijkheid
- Øyvind Leonhardsen (1970), voetballer
- Ole Gunnar Solskjær (1973), voetballer
- Trond Andersen (1975), voetballer
- Aurora Mikalsen (1996), voetbalster